# Espaciador transcrito interno
El espaciador transcrito interno (ITS, del inglés Internal transcribed spacer) es un fragmento del genoma llamado ADN espaciador, situado entre el ADN ribosómico (ADNr) para la subunidad pequeña y el de la subunidad grande. También se lo puede definir como la región ya transcrita en ARN, o precursor policistrónico que le corresponde al ADN espaciador luego de la transcripción.

## ITS en los dominios de la vida
En bacterias y arqueas, existe un único ITS, ubicado entre los genes de ARNr 16S y 23S. Por el contrario, hay dos ITS en eucariotas: ITS1 se encuentra entre los genes de ARNr 18S y 5.8S, mientras que ITS2 está entre los genes de ARNr 5.8S y 28S (en opistocontes o 25S en plantas). ITS1 corresponde al ITS en bacterias y arqueas, mientras que ITS2 se originó como una inserción que interrumpió el gen ancestral ARNr 23S.

## Organización
En bacterias y arqueas, el ITS se produce en una o varias copias, al igual que los genes 16S y 23S flanqueantes. Cuando hay varias copias, estas no ocurren adyacentes entre sí. Más bien, ocurren en ubicaciones discretas en el cromosoma circular. No es infrecuente que las bacterias porten genes de ARNt en el ITS.

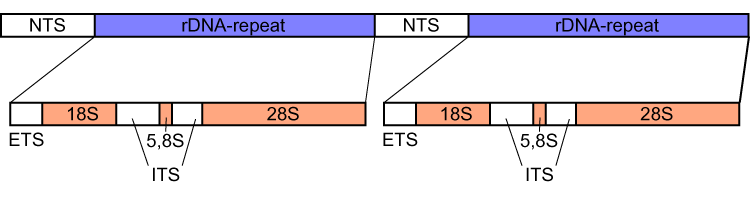
Organización de las repeticiones en tándem de ADN ribosómico nuclear eucariota (arriba en azul). Arriba se representan los espaciadores no transcritos (NTS) en blanco. Abajo se representan los ETS y ITS, en blanco y los fragmentos de ARNr (ribosómicos) estructurales 18S, 5,8S y 28S en naranja.

En eucariotas, los genes que codifican el ARN ribosómico y los espaciadores ocurren en repeticiones en tándem que tienen miles de copias de longitud, cada una separada por regiones de ADN no transcrito denominadas espaciador intergénico (IGS, del inglés intergenic spacer) o espaciador no transcrito (NTS, del inglés non-transcribed spacer).
Cada grupo ribosómico eucariota contiene el espaciador transcrito externo 5 '(5' ETS), el gen ARNr 18S, el ITS1, el gen ARNr 5.8S, el ITS2, el gen ARNr 26S o 28S, y finalmente el gen ARNr 3'.
Durante la maduración del ARNr, se escinden las piezas de ETS e ITS. Como subproductos no funcionales de esta maduración, se degradan rápidamente.

## Uso en filogenia
La comparación de secuencias de las regiones ITS eucariotas se usa ampliamente en taxonomía y filogenia molecular debido a varias propiedades favorables:
- Se amplifica de forma rutinaria gracias a su pequeño tamaño asociado a la disponibilidad de secuencias flanqueantes altamente conservadas.
- Es fácil de detectar incluso a partir de pequeñas cantidades de ADN debido al alto número de copias de los grupos de ARNr.
- Sufre una rápida evolución concertada a través de un cruce desigual y conversión de genes. Esto promueve la homogeneidad intragenómica de las unidades repetidas, aunque la secuenciación de alto rendimiento mostró la ocurrencia de variaciones frecuentes dentro de las especies de plantas.[8]
- Tiene un alto grado de variación incluso entre especies estrechamente relacionadas. Esto puede explicarse por la presión evolutiva relativamente baja que actúa sobre tales secuencias espaciadoras no codificantes.

Por ejemplo, los marcadores ITS han demostrado ser especialmente útiles para dilucidar las relaciones filogenéticas entre los siguientes taxones.
| Grupo taxonómico                 | Nivel taxonómico               | Año  | Autores con referencias |
| -------------------------------- | ------------------------------ | ---- | ----------------------- |
| Asteraceae: Compositae           | Especie (congenérica)          | 1992 | Baldwin y col.          |
| Viscaceae: Arceuthobium          | Especie (congenérica)          | 1994 | Nickrent y col.         |
| Poaceae: Zea                     | Especie (congenérica)          | 1996 | Buckler y Holtsford     |
| Leguminosas: Medicago            | Especie (congenérica)          | 1998 | Bena y col.             |
| Orchidaceae : Diseae             | Géneros (dentro de las tribus) | 1999 | Douzery y col.          |
| Odonata: Calopteryx              | Especie (congenérica)          | 2001 | Weekers y col.          |
| Levaduras de importancia clínica | Género                         | 2001 | Chen y col.             |
| Poaceae: Saccharinae             | Géneros (dentro de las tribus) | 2002 | Hodkinson y col.        |
| Plantaginaceae: Plantago         | Especie (congenérica)          | 2002 | Rønsted y col.          |
| Jungermanniopsida: Herbertus     | Especie (congenérica)          | 2004 | Feldberg y col.         |
| Pinaceae: Tsuga                  | Especie (congenérica)          | 2008 | Havill y col.           |
| Chrysomelidae: Altica            | Géneros (congenérico)          | 2009 | Ruhl y col.             |
| Simbiodinio                      | Clado                          | 2009 | Stat y col.             |
| Brassicaceae                     | Tribus (dentro de una familia) | 2010 | Warwick y col.          |
| Ericaceae: Erica                 | Especie (congenérica)          | 2011 | Pirie y col.            |
| Dípteros: Bactrocera             | Especie (congenérica)          | 2014 | Boykin y col.           |
| Scrophulariaceae: Scrophularia   | Especie (congenérica)          | 2014 | Scheunert y Heubl       |
| Potamogetonaceae: Potamogeton    | Especie (congenérica)          | 2016 | Yang y col.             |

Se sabe que ITS2 está más conservado que ITS1. Todas las secuencias de ITS2 comparten un núcleo común de estructura secundaria, mientras que las estructuras de ITS1 solo se conservan en unidades taxonómicas mucho más pequeñas. Independientemente del alcance de la conservación, la comparación asistida por estructuras puede proporcionar una mayor resolución y solidez.

### Código de barras micológico
La región ITS es la región de ADN más secuenciada en la ecología molecular de los hongos y se ha recomendado como la secuencia universal de códigos de barras de hongos. Por lo general, ha sido más útil para la sistemática molecular a nivel de especie, a nivel de género, e incluso dentro de las especies (por ejemplo, para identificar razas geográficas). Debido a su mayor grado de variación que otras regiones génicas de ADNr (por ejemplo, ARNr de subunidades pequeñas y grandes), a veces se puede observar variación entre repeticiones de ADNr individuales dentro de las regiones ITS e IGS. Además de los cebadores universales ITS1 + ITS4 utilizados por muchos laboratorios, se han descrito varios cebadores específicos de taxón que permiten la amplificación selectiva de secuencias fúngicas (por ejemplo, amplificación de secuencias ITS de basidiomicetos de muestras de micorrizas). A pesar de que los métodos de secuenciación de escopeta se utilizan cada vez más en la secuenciación microbiana, la baja biomasa de hongos en las muestras clínicas hace que la amplificación de la región ITS sea un área de investigación en curso.